# Balsthal
Balsthal es una comuna suiza del cantón de Soleura, capital del distrito de Thal. Limita al norte con la comuna de Mümliswil-Ramiswil, al este con Holderbank, al sur con Oberbuchsiten, Oensingen y Niederbipp (BE), y al occidente con Laupersdorf.